# Bohman & Schwartz
La Bohman & Schwartz è stata una carrozzeria Statunitense fondata nel 1932 nella città di Pasadena in California.
La società nacque dopo il fallimento della Walter M Murphy Company, e gli operai della sopracitata impresa trovarono collocamento nella nuova fabbrica di Christian e Maurice.
Un'auto degna di essere ricordata è la Phantom Corsair.